# Gyepes
Gyepes (románul Ghipeș,németül Jeppisch ) falu Romániában Hargita megyében. Közigazgatásilag Homoródszentmártonhoz tartozik.

## Fekvése
Székelyudvarhelytől 9 km-re délkeletre a Gyepes-patak völgyében fekszik.

## Nevének eredete
A falu sok gyepes legelőjéről kapta a nevét.

## Története
Területe ősidők óta lakott. Hegyes nevű részén ősi halomsír található. Régi temploma a falutól délre volt, de nedvessége miatt összedőlt. Unitárius temploma 1844-ben épült a korábbi, 1795-ben épített templom helyett. 1870-ben a Gyepes-patak árvize sok házat lerombolt. 1910-ben 578, 1992-ben 176 magyar lakosa volt. A trianoni békeszerződésig Udvarhely vármegye Udvarhelyi járásához tartozott.

## Híres emberek
- Itt született 1842-ben László József, a székelykeresztúri gimnázium egykori igazgatója.